# Les Petits Drames
Les Petits Drames est un film français de Paul Vecchiali, réalisé en 1961, mais inédit en salles, le négatif ayant été détruit dans un incendie avant le tirage des copies d'exploitation.

## Fiche technique
- Titre : Les Petits Drames
- Réalisation : Paul Vecchiali
- Scénario : Denis Epstein et Paul Vecchiali
- Film français
- Format image : 16 mm, noir et blanc
- Genre : drame
- Durée : 90 minutes

## Distribution
- Nicole Courcel
- Jean Pommier
- Michel Piccoli
- Micheline Bona
- Danielle Darrieux : Caméo

## Note
1. ↑  Témoignage de Paul Vecchiali